# Giải đua xe MotoGP 2020

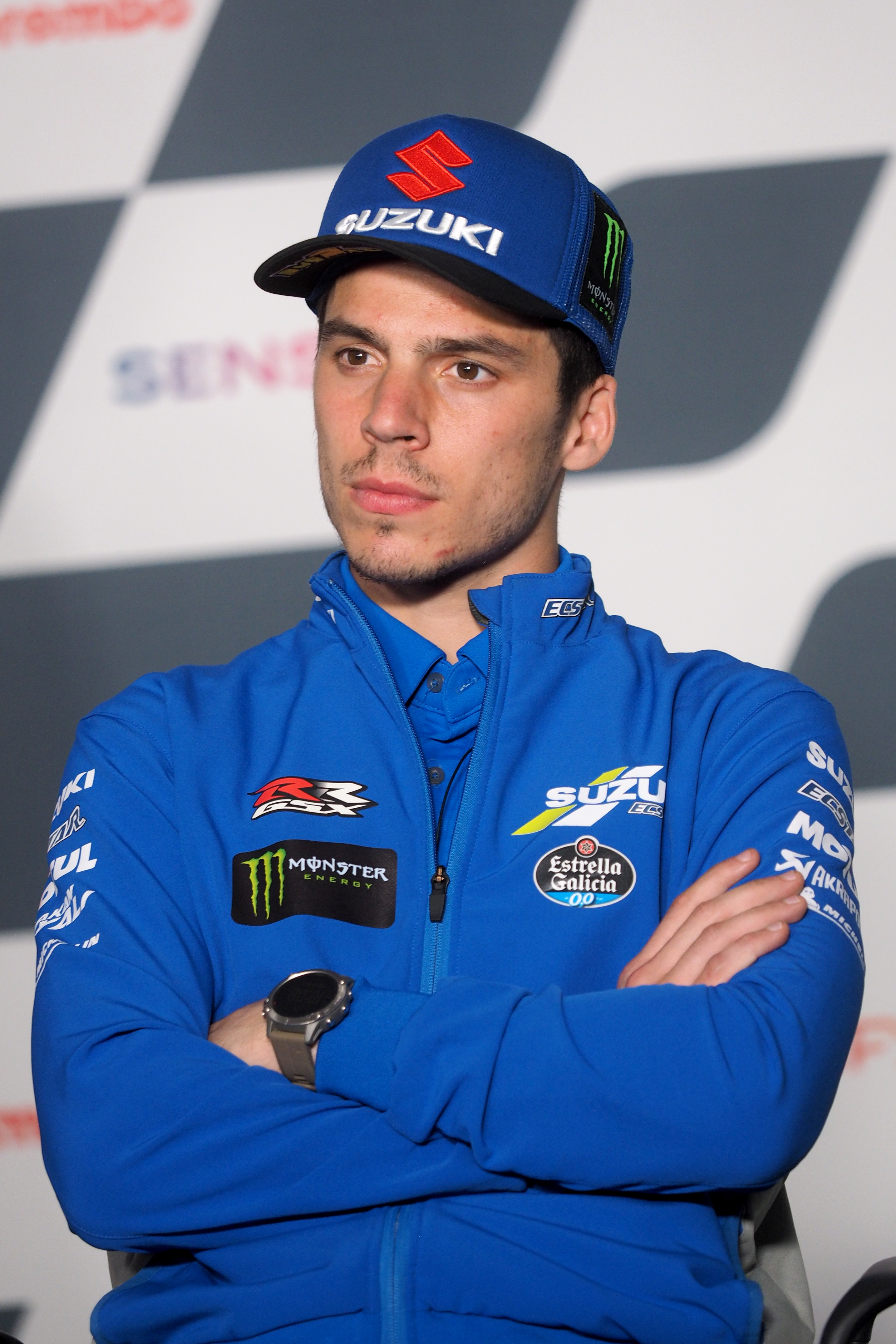
Joan Mir (ảnh năm 2021) là nhà vô địch MotoGP 2020.

Giải đua xe MotoGP 2020 là giải đua MotoGP thứ 72 do Công ty Dorna Sport tổ chức, dưới sự quản lý của FIM. Có tổng cộng 11 đội đua thuộc 6 hãng xe và 27 tay đua tranh tài. Do tác động của đại dịch covid-19, giải đua được rút ngắn chỉ còn 14 chặng đua.
Tay đua đoạt chức vô địch là Joan Mir của đội đua Suzuki.

## Diễn biến chính
Do ảnh hưởng của đại dịch covid-19 nên mùa giải 2020 bị hoãn từ tháng Ba đến gần cuối tháng Bảy mới có thể khởi tranh. Mùa giải được rút ngắn xuống còn 14 chặng đua do có rất nhiều chặng bị hủy, đồng thời cũng có vài chặng đua mới được bổ sung thêm.
Hai chặng đua đầu tiên diễn ra tại trường đua Jerez với chiến thắng đều thuộc về Fabio Quartararo. Ở chặng đua mở màn GP Tây Ban Nha, nhà đương kim vô địch Marc Márquez để ngã xe và bị gãy tay. Anh được phẫu thuật và cố gắng trở lại thi đấu ngay chặng đua thứ hai GP Andalucia nhưng bất thành và phải nghỉ toàn bộ phần còn lại của mùa giải. Ở chặng đua GP Andalucia, Valentino Rossi có lần lên podium cuối cùng trong màu áo đội đua xưởng Yamaha.
Chặng 3-GP Séc ở trường đua Brno, Tân binh Brad Binder bất ngờ mang về chiến thắng đầu tiên cho đội đua KTM, Franco Morbidelli cũng có lần đầu tiên trong sự nghiệp lên podium thể thức MotoGP. Johann Zarco cũng xuất sắc mang về podium cho đội đua bét bảng Avintia.
Hai chặng 4 và 5 diễn ra ở trường đua Red Bull Ring. Chặng 4-GP Áo xảy ra tai nạn nghiêm trọng. Hai tay đua Franco Morbidelli và Johann Zarco va chạm với nhau làm cho chiếc xe cua Morbidelli suýt văng trúng Valentino Rossi và Maverick Vinales. Tai nạn này khiến cho cuộc đua phải tạm dừng. Sau khi cuộc đua trở lại thì người chiến thắng là Andrea Dovizioso. Joan Mir cũng có lần đầu tiên bước lên bục podium. Sau cuộc đua này Dovizioso cũng thông báo chia tay Ducati sau khi mùa giải kết thúc.
Một tuần sau diễn ra chặng 5-GP Styria và nó lại bị tạm dừng bởi tai nạn của Maverick Vinales. Chiếc xe Yamaha M1 của tay đua người Tây Ban Nha bị hỏng thắng buộc anh phải nhảy thoát ở tốc độ cao. Ở race-2 chứng kiến sự cạnh tranh quyết liệt giữa Jack Miller và Pol Espargaró nhưng người chiến thắng cuối cùng lại là Miguel Oliveira.
Hai chặng 6 và 7 diễn ra ở trường đua Misano. Bất ngờ tiếp tục xảy ra ở chặng 6-GP San Marino. Franco Morbidelli giành được chiến thắng MotoGP đầu tiên trong sự nghiệp. Người đồng nghiệp ở học viện VR46 Academy là Francesco Bagnaia cũng có lần đầu lên podium. Đây là chặng đua mà Bagnaia thi đấu trong tình trạng vẫn phải chống nạng bởi anh chưa bình phục hoàn toàn chấn thương gặp phải khi đua thử GP Séc.
Bagnaia tiếp tục thi đấu rất sung ở chặng 7-GP Emilia Romagna. Anh đã vượt lên dẫn đầu với khoảng cách an toàn nhưng lại để ngã xe. Chiến thắng vì thế đã thuộc về Maverick Vinales.
Những người chiến thắng chặng 8-GP Catalunya là Fabio Quartararo và chặng 9-GP Pháp là Danilo Petrucci. Cũng ở chặng 9, Álex Márquez lần đầu tiên trong sự nghiệp bước lên bục podium thể thức MotoGP. Đây cũng là podium đầu tiên trong mùa của đội Repsol Honda.
Hai chặng 10 và 11 diễn ra ở trường đua Aragon Tây Ban Nha mà không có sự tham gia của Valentino Rossi bởi anh bị nhiễm covid-19. Đây là thời điểm chứng kiến sự bứt lên của Joan Mir trong cuộc đua vô địch. Ở chặng 10-GP Aragon, Fabio Quartararo có lợi thế pole nhưng chỉ về đích thứ 18, còn Joan Mir lên bục podium (P3) và chiếm luôn ngôi đầu trên BXH. Người chiến thắng chặng này là đồng đội của Mir, Álex Rins. Sang chặng 11-GP Teruel thì đến lượt Franco Morbidelli góp mặt vào cuộc đua vô địch bằng một chiến thắng. Mir duy trì phong độ ổn định, cán đích ở vị trí thứ 3.
Nhưng tham vọng vô địch của Morbidelli sớm bị dập tắt bởi anh chỉ xếp thứ 11 ở chặng 12-GP Châu Âu, trong khi chính Joan Mir là người chiến thắng chặng đua này. Nỗ lực chiến thắng chặng 13-GP Valencia của Morbidelli trở nên vô nghĩa vì Joan Mir chỉ cần cán đích thứ 7 cũng đủ để lên ngôi vô địch trước một chặng đua. Đây là 2 chặng đua diễn ra ở trường đua Ricardo Tormo ở Valencia.
Chặng đua cuối cùng GP Bồ Đào Nha là màn tỏa sáng của tay đua nước chủ nhà Miguel Oliveira. Anh đã giành pole và có được chiến thắng cách biệt.

## Danh sách tham gia
| Đội đua                                                      | Xưởng đua | Xe               | Số xe | Tay đua           | Số chặng   |
| ------------------------------------------------------------ | --------- | ---------------- | ----- | ----------------- | ---------- |
| Aprilia Racing Team Gresini                                  | Aprilia   | RS-GP            | 38    | Bradley Smith     | 1–11       |
| Aprilia Racing Team Gresini                                  | Aprilia   | RS-GP            | 32    | Lorenzo Savadori  | 12–14      |
| Aprilia Racing Team Gresini                                  | Aprilia   | RS-GP            | 41    | Aleix Espargaró   | Tất cả     |
| Ducati Team                                                  | Ducati    | Desmosedici GP20 | 04    | Andrea Dovizioso  | Tất cả     |
| Ducati Team                                                  | Ducati    | Desmosedici GP20 | 9     | Danilo Petrucci   | Tất cả     |
| Pramac Racing                                                | Ducati    | Desmosedici GP20 | 43    | Jack Miller       | Tất cả     |
| Pramac Racing                                                | Ducati    | Desmosedici GP20 | 63    | Francesco Bagnaia | 1–3, 6–14  |
| Pramac Racing                                                | Ducati    | Desmosedici GP20 | 51    | Michele Pirro     | 4–5        |
| Reale Avintia Racing Hublot Reale Avintia Esponsorama Racing | Ducati    | Desmosedici GP19 | 5     | Johann Zarco      | Tất cả     |
| Reale Avintia Racing Hublot Reale Avintia Esponsorama Racing | Ducati    | Desmosedici GP19 | 53    | Tito Rabat        | Tất cả     |
| Repsol Honda Team                                            | Honda     | RC213V           | 73    | Álex Márquez      | Tất cả     |
| Repsol Honda Team                                            | Honda     | RC213V           | 93    | Marc Márquez      | 1–2        |
| Repsol Honda Team                                            | Honda     | RC213V           | 6     | Stefan Bradl      | 3–14       |
| LCR Honda Idemitsu LCR Honda Castrol                         | Honda     | RC213V           | 30    | Takaaki Nakagami  | Tất cả     |
| LCR Honda Idemitsu LCR Honda Castrol                         | Honda     | RC213V           | 35    | Cal Crutchlow     | 1–6, 8–14  |
| Red Bull KTM Factory Racing                                  | KTM       | RC16             | 33    | Brad Binder       | Tất cả     |
| Red Bull KTM Factory Racing                                  | KTM       | RC16             | 44    | Pol Espargaró     | Tất cả     |
| Red Bull KTM Tech3                                           | KTM       | RC16             | 27    | Iker Lecuona      | 1–11, 13   |
| Red Bull KTM Tech3                                           | KTM       | RC16             | 82    | Mika Kallio       | 14         |
| Red Bull KTM Tech3                                           | KTM       | RC16             | 88    | Miguel Oliveira   | Tất cả     |
| Team Suzuki Ecstar                                           | Suzuki    | GSX-RR           | 36    | Joan Mir          | Tất cả     |
| Team Suzuki Ecstar                                           | Suzuki    | GSX-RR           | 42    | Álex Rins         | Tất cả     |
| Monster Energy Yamaha MotoGP                                 | Yamaha    | YZR-M1           | 12    | Maverick Viñales  | Tất cả     |
| Monster Energy Yamaha MotoGP                                 | Yamaha    | YZR-M1           | 46    | Valentino Rossi   | 1–9, 12–14 |
| Monster Energy Yamaha MotoGP                                 | Yamaha    | YZR-M1           | 31    | Garrett Gerloff   | 12         |
| Petronas Yamaha SRT                                          | Yamaha    | YZR-M1           | 20    | Fabio Quartararo  | Tất cả     |
| Petronas Yamaha SRT                                          | Yamaha    | YZR-M1           | 21    | Franco Morbidelli | Tất cả     |

| Chú thích    | Chú thích |
| ------------ | --------- |
| Đua chính    |           |
| Đua đặc cách |           |
| Đua thay     |           |

### Thay đổi tay đua
Các tay đua tân binh: Álex Márquez, Brad Binder, Iker Lecuona
Các tay đua chuyển đội: Johann Zarco sang đội đua Avintia.
Các tay đua dự bị: Stefan Bradl đua thay Marc Marquez ở các chặng đua mà Marquez nghỉ thi đấu

## Lịch thi đấu
| Stt | Ngày  | Chặng đua                              | Trường đua                               |
| --- | ----- | -------------------------------------- | ---------------------------------------- |
| 1   | 19/07 | MotoGP Tây Ban Nha                     | Trường đua Jerez, Jerez de la Frontera   |
| 2   | 26/07 | MotoGP Andalucia                       | Trường đua Jerez, Jerez de la Frontera   |
| 3   | 09/08 | MotoGP Séc                             | Trường đua Brno, Brno                    |
| 4   | 16/08 | MotoGP Áo                              | Trường đua Red Bull Ring, Spielberg      |
| 5   | 23/08 | MotoGP Styria                          | Trường đua Red Bull Ring, Spielberg      |
| 6   | 13/09 | MotoGP San Marino và Riviera di Rimini | Trường đua Misano, Misano Adriatico      |
| 7   | 20/09 | MotoGP Emilia Romagna                  | Trường đua Misano, Misano Adriatico      |
| 8   | 27/09 | MotoGP Catalunya                       | Trường đua Barcelona-Catalunya, Montmeló |
| 9   | 11/10 | MotoGP Pháp                            | Trường đua Bugatti, Le Mans              |
| 10  | 18/10 | MotoGP Aragon                          | Trường đua Aragón, Alcañiz               |
| 11  | 25/10 | MotoGP Teruel                          | Trường đua Aragón, Alcañiz               |
| 12  | 08/11 | MotoGP Châu Âu                         | Trường đua Ricardo Tormo, Valencia       |
| 13  | 15/11 | MotoGP Valencia                        | Trường đua Ricardo Tormo, Valencia       |
| 14  | 22/11 | MotoGP Bồ Đào Nha                      | Trường đua Algarve, Portimão             |

### Thay đổi trong lịch thi đấu
Do ảnh hưởng của đại dịch covid-19, các chặng đua sau đây có tên trong lịch thi đấu ban đầu nhưng đã bị hủy: GP Qatar, GP Italia, GP Đức, TT Assen, GP Phần Lan, GP Anh, GP Thái Lan, GP Nhật Bản, GP Úc, GP Malaysia, GP Americas, GP Argentina.
Các trường đua sau được tổ chức 2 chặng đua: Jerez, Red Bull Ring, Misano, Aragon và Ricardo Tormo.
Các chặng đua được bổ sung: GP Andalucia, GP Styria, GP Emilia Romagna, GP Teruel, GP Europa và GP Bồ Đào Nha

## Kết quả và Bảng xếp hạng

### Chiến thắng chặng đua
| Stt | Chặng đua                            | Pole              | Fastest lap       | Tay đua chiến thắng | Đội đua chiến thắng          | Xưởng đua chiến thắng |
| --- | ------------------------------------ | ----------------- | ----------------- | ------------------- | ---------------------------- | --------------------- |
| 1   | MotoGP Tây Ban Nha 2020              | Fabio Quartararo  | Marc Márquez      | Fabio Quartararo    | Petronas Yamaha SRT          | Yamaha                |
| 2   | MotoGP Andalucia 2020                | Fabio Quartararo  | Fabio Quartararo  | Fabio Quartararo    | Petronas Yamaha SRT          | Yamaha                |
| 3   | MotoGP Séc 2020                      | Johann Zarco      | Brad Binder       | Brad Binder         | Red Bull KTM Factory Racing  | KTM                   |
| 4   | MotoGP Áo 2020                       | Maverick Viñales  | Álex Rins         | Andrea Dovizioso    | Ducati Team                  | Ducati                |
| 5   | MotoGP Styria 2020                   | Pol Espargaró     | Pol Espargaró     | Miguel Oliveira     | Red Bull KTM Tech3           | KTM                   |
| 6   | MotoGP San Marino 2020               | Maverick Viñales  | Francesco Bagnaia | Franco Morbidelli   | Petronas Yamaha SRT          | Yamaha                |
| 7   | Chặng đua MotoGP Emilia Romagna 2020 | Maverick Viñales  | Francesco Bagnaia | Maverick Viñales    | Monster Energy Yamaha MotoGP | Yamaha                |
| 8   | MotoGP Catalunya 2020                | Franco Morbidelli | Fabio Quartararo  | Fabio Quartararo    | Petronas Yamaha SRT          | Yamaha                |
| 9   | MotoGP Pháp 2020                     | Fabio Quartararo  | Johann Zarco      | Danilo Petrucci     | Ducati Team                  | Ducati                |
| 10  | MotoGP Aragon 2020                   | Fabio Quartararo  | Álex Rins         | Álex Rins           | Team Suzuki Ecstar           | Suzuki                |
| 11  | MotoGP Teruel 2020                   | Takaaki Nakagami  | Franco Morbidelli | Franco Morbidelli   | Petronas Yamaha SRT          | Yamaha                |
| 12  | MotoGP Châu Âu 2020                  | Pol Espargaró     | Brad Binder       | Joan Mir            | Team Suzuki Ecstar           | Suzuki                |
| 13  | MotoGP Valencia 2020                 | Franco Morbidelli | Jack Miller       | Franco Morbidelli   | Petronas Yamaha SRT          | Yamaha                |
| 14  | MotoGP Bồ Đào Nha 2020               | Miguel Oliveira   | Miguel Oliveira   | Miguel Oliveira     | Red Bull KTM Tech3           | KTM                   |

Nguồn: Trang chủ MotoGP

### Hệ thống tính điểm
15 tay đua về đầu ở mỗi chặng đua sẽ được thưởng điểm số từ cao đến thấp như sau:
| Vị trí | 1st | 2nd | 3rd | 4th | 5th | 6th | 7th | 8th | 9th | 10th | 11th | 12th | 13th | 14th | 15th |
| Điểm   | 25  | 20  | 16  | 13  | 11  | 10  | 9   | 8   | 7   | 6    | 5    | 4    | 3    | 2    | 1    |

### Bảng xếp hạng tay đua
| Stt | Tay đua           | Xe      | Đội đua                      | SPA  | ANC | CZE | AUT  | STY | RSM | EMI  | CAT | FRA | ARA | TER  | EUR | VAL | POR | Điểm |
| --- | ----------------- | ------- | ---------------------------- | ---- | --- | --- | ---- | --- | --- | ---- | --- | --- | --- | ---- | --- | --- | --- | ---- |
| 1   | Joan Mir          | Suzuki  | Team SUZUKI ECSTAR           | Ret  | 5   | Ret | 2    | 4   | 3   | 2    | 2   | 11  | 3   | 3    | 1   | 7   | Ret | 171  |
| 2   | Franco Morbidelli | Yamaha  | Petronas Yamaha SRT          | 5    | Ret | 2   | Ret  | 15  | 1   | 9    | 4P  | Ret | 6   | 1F   | 11  | 1P  | 3   | 158  |
| 3   | Álex Rins         | Suzuki  | Team SUZUKI ECSTAR           | DNS  | 10  | 4   | RetF | 6   | 5   | 12   | 3   | Ret | 1F  | 2    | 2   | 4   | 15  | 139  |
| 4   | Andrea Dovizioso  | Ducati  | Ducati Team                  | 3    | 6   | 11  | 1    | 5   | 7   | 8    | Ret | 4   | 7   | 13   | 8   | 8   | 6   | 135  |
| 5   | Pol Espargaró     | KTM     | Red Bull KTM Factory Racing  | 6    | 7   | Ret | Ret  | 3PF | 10  | 3    | Ret | 3   | 12  | 4    | 3P  | 3   | 4   | 135  |
| 6   | Maverick Viñales  | Yamaha  | Monster Energy Yamaha MotoGP | 2    | 2   | 14  | 10P  | Ret | 6P  | 1P   | 9   | 10  | 4   | 7    | 13  | 10  | 11  | 132  |
| 7   | Jack Miller       | Ducati  | Pramac Racing                | 4    | Ret | 9   | 3    | 2   | 8   | Ret  | 5   | Ret | 9   | Ret  | 6   | 2F  | 2   | 132  |
| 8   | Fabio Quartararo  | Yamaha  | Petronas Yamaha SRT          | 1P   | 1PF | 7   | 8    | 13  | Ret | 4    | 1F  | 9P  | 18P | 8    | 14  | Ret | 14  | 127  |
| 9   | Miguel Oliveira   | KTM     | Red Bull KTM Tech 3          | 8    | Ret | 6   | Ret  | 1   | 11  | 5    | Ret | 6   | 16  | 6    | 5   | 6   | 1PF | 125  |
| 10  | Takaaki Nakagami  | Honda   | LCR Honda                    | 10   | 4   | 8   | 6    | 7   | 9   | 6    | 7   | 7   | 5   | RetP | 4   | Ret | 5   | 116  |
| 11  | Brad Binder       | KTM     | Red Bull KTM Factory Racing  | 13   | Ret | 1F  | 4    | 8   | 12  | Ret  | 11  | 12  | 11  | Ret  | 7F  | 5   | Ret | 87   |
| 12  | Danilo Petrucci   | Ducati  | Ducati Team                  | 9    | Ret | 12  | 7    | 11  | 16  | 10   | 8   | 1   | 15  | 10   | 10  | 15  | 16  | 78   |
| 13  | Johann Zarco      | Ducati  | Esponsorama Racing           | 11   | 9   | 3P  | Ret  | 14  | 15  | 11   | Ret | 5F  | 10  | 5    | 9   | Ret | 10  | 77   |
| 14  | Álex Márquez      | Honda   | Repsol Honda Team            | 12   | 8   | 15  | 14   | 16  | 17  | 7    | 13  | 2   | 2   | Ret  | Ret | 16  | 9   | 74   |
| 15  | Valentino Rossi   | Yamaha  | Monster Energy Yamaha MotoGP | Ret  | 3   | 5   | 5    | 9   | 4   | Ret  | Ret | Ret |     |      | Ret | 12  | 12  | 66   |
| 16  | Francesco Bagnaia | Ducati  | Pramac Racing                | 7    | Ret | DNS |      |     | 2F  | RetF | 6   | 13  | Ret | Ret  | Ret | 11  | Ret | 47   |
| 17  | Aleix Espargaró   | Aprilia | Aprilia Racing Team Gresini  | Ret  | Ret | 10  | 11   | 12  | 13  | Ret  | 12  | 14  | 13  | Ret  | Ret | 9   | 8   | 42   |
| 18  | Cal Crutchlow     | Honda   | LCR Honda                    | DNS  | 13  | 13  | 15   | 17  | DNS |      | 10  | Ret | 8   | 11   | Ret | 13  | 13  | 32   |
| 19  | Stefan Bradl      | Honda   | Repsol Honda Team            |      |     | 18  | 17   | 18  | 18  | DNS  | 17  | 8   | 17  | 12   | 12  | 14  | 7   | 27   |
| 20  | Iker Lecuona      | KTM     | Red Bull KTM Tech 3          | Ret  | Ret | Ret | 9    | 10  | 14  | Ret  | 14  | 15  | 14  | 9    |     | WD  |     | 27   |
| 21  | Bradley Smith     | Aprilia | Aprilia Racing Team Gresini  | 15   | 12  | 17  | 13   | 19  | 19  | 13   | 16  | Ret | 19  | 15   |     |     |     | 12   |
| 22  | Tito Rabat        | Ducati  | Esponsorama Racing           | 14   | 11  | 16  | 16   | 21  | Ret | Ret  | 15  | Ret | 20  | 14   | Ret | 17  | 18  | 10   |
| 23  | Michele Pirro     | Ducati  | Pramac Racing                |      |     |     | 12   | 20  |     |      |     |     |     |      |     |     |     | 4    |
| 24  | Mika Kallio       | KTM     | Red Bull KTM Tech 3          |      |     |     |      |     |     |      |     |     |     |      |     |     | 17  | 0    |
| 25  | Lorenzo Savadori  | Aprilia | Aprilia Racing Team Gresini  |      |     |     |      |     |     |      |     |     |     |      | Ret | 18  | Ret | 0    |
|     | Marc Márquez      | Honda   | Repsol Honda Team            | RetF | DNS |     |      |     |     |      |     |     |     |      |     |     |     | 0    |
|     | Garrett Gerloff   | Yamaha  | Monster Energy Yamaha MotoGP |      |     |     |      |     |     |      |     |     |     |      | WD  |     |     | 0    |

| Màu     | Ý nghĩa                      |
| ------- | ---------------------------- |
| Vàng    | Chiến thắng                  |
| Bạc     | Hạng 2                       |
| Đồng    | Hạng 3                       |
| Lá cây  | Ghi điểm                     |
| Blue    | Non-points finish            |
| Blue    | Non-classified finish (NC)   |
| Tím     | Bỏ cuộc (Ret)                |
| Cam     | Không xếp hạng (DNQ)         |
| Cam     | Did not pre-qualify (DNPQ)   |
| Đen     | Hủy kết quả (DSQ)            |
| Trắng   | Không đua chính (DNS)        |
| Trắng   | Rút lui (WD)                 |
| Trắng   | Cuộc đua bị hủy (C)          |
| Ô trống | Không tham gia đua thử (DNP) |
| Ô trống | Không đến (DNA)              |
| Ô trống | Loại trừ (EX)                |

Nguồn: Trang chủ MotoGP

### Bảng xếp hạng xưởng đua
| Stt    | Xưởng đua | SPA | ANC | CZE | AUT | STY | RSM | EMI | CAT | FRA | ARA | TER | EUR | VAL | POR | Điểm |
| ------ | --------- | --- | --- | --- | --- | --- | --- | --- | --- | --- | --- | --- | --- | --- | --- | ---- |
| 1      | Ducati    | 3   | 6   | 3   | 1   | 2   | 2   | 8   | 5   | 1   | 7   | 5   | 6   | 2   | 2   | 221  |
| 2      | Yamaha    | 1   | 1   | 2   | 5   | 9   | 1   | 1   | 1   | 9   | 4   | 1   | 11  | 1   | 3   | 204  |
| 3      | Suzuki    | Ret | 5   | 4   | 2   | 4   | 3   | 2   | 2   | 11  | 1   | 2   | 1   | 4   | 15  | 202  |
| 4      | KTM       | 6   | 7   | 1   | 4   | 1   | 10  | 3   | 11  | 3   | 11  | 4   | 3   | 3   | 1   | 200  |
| 5      | Honda     | 10  | 4   | 8   | 6   | 7   | 9   | 6   | 7   | 2   | 2   | 11  | 4   | 13  | 5   | 144  |
| 6      | Aprilia   | 15  | 12  | 10  | 11  | 12  | 13  | 13  | 12  | 14  | 13  | 15  | Ret | 9   | 8   | 51   |
| Nguồn: |           |     |     |     |     |     |     |     |     |     |     |     |     |     |     |      |

### Bảng xếp hạng đội đua
| Stt    | Đội dua                      | Số xe | SPA  | ANC | CZE | AUT  | STY | RSM | EMI  | CAT | FRA | ARA | TER  | EUR | VAL | POR | Điểm |
| ------ | ---------------------------- | ----- | ---- | --- | --- | ---- | --- | --- | ---- | --- | --- | --- | ---- | --- | --- | --- | ---- |
| 1      | Team SUZUKI ECSTAR           | 36    | Ret  | 5   | Ret | 2    | 4   | 3   | 2    | 2   | 11  | 3   | 3    | 1   | 7   | Ret | 310  |
| 1      | Team SUZUKI ECSTAR           | 42    | DNS  | 10  | 4   | RetF | 6   | 5   | 12   | 3   | Ret | 1F  | 2    | 2   | 4   | 15  | 310  |
| 2      | Petronas Yamaha SRT          | 20    | 1P   | 1PF | 7   | 8    | 13  | Ret | 4    | 1F  | 9P  | 18P | 8    | 14  | Ret | 14  | 248  |
| 2      | Petronas Yamaha SRT          | 21    | 5    | Ret | 2   | Ret  | 15  | 1   | 9    | 4P  | Ret | 6   | 1F   | 11  | 1P  | 3   | 248  |
| 3      | Red Bull KTM Factory Racing  | 33    | 13   | Ret | 1F  | 4    | 8   | 12  | Ret  | 11  | 12  | 11  | Ret  | 7F  | 5   | Ret | 222  |
| 3      | Red Bull KTM Factory Racing  | 44    | 6    | 7   | Ret | Ret  | 3PF | 10  | 3    | Ret | 3   | 12  | 4    | 3P  | 3   | 4   | 222  |
| 4      | Ducati Team                  | 04    | 3    | 6   | 11  | 1    | 5   | 7   | 8    | Ret | 4   | 7   | 13   | 8   | 8   | 6   | 213  |
| 4      | Ducati Team                  | 9     | 9    | Ret | 12  | 7    | 11  | 16  | 10   | 8   | 1   | 15  | 10   | 10  | 15  | 16  | 213  |
| 5      | Pramac Racing                | 43    | 4    | Ret | 9   | 3    | 2   | 8   | Ret  | 5   | Ret | 9   | Ret  | 6   | 2F  | 2   | 183  |
| 5      | Pramac Racing                | 51    |      |     |     | 12   | 20  |     |      |     |     |     |      |     |     |     | 183  |
| 5      | Pramac Racing                | 63    | 7    | Ret | DNS |      |     | 2F  | RetF | 6   | 13  | Ret | Ret  | Ret | 11  | Ret | 183  |
| 6      | Monster Energy Yamaha MotoGP | 12    | 2    | 2   | 14  | 10P  | Ret | 6P  | 1P   | 9   | 10  | 4   | 7    | 13  | 10  | 11  | 178  |
| 6      | Monster Energy Yamaha MotoGP | 31    |      |     |     |      |     |     |      |     |     |     |      | WD  |     |     | 178  |
| 6      | Monster Energy Yamaha MotoGP | 46    | Ret  | 3   | 5   | 5    | 9   | 4   | Ret  | Ret | Ret |     |      | Ret | 12  | 12  | 178  |
| 7      | Red Bull KTM Tech3           | 27    | Ret  | Ret | Ret | 9    | 10  | 14  | Ret  | 14  | 15  | 14  | 9    |     | WD  |     | 152  |
| 7      | Red Bull KTM Tech3           | 82    |      |     |     |      |     |     |      |     |     |     |      |     |     | 17  | 152  |
| 7      | Red Bull KTM Tech3           | 88    | 8    | Ret | 6   | Ret  | 1   | 11  | 5    | Ret | 6   | 16  | 6    | 5   | 6   | 1PF | 152  |
| 8      | LCR Honda                    | 30    | 10   | 4   | 8   | 6    | 7   | 9   | 6    | 7   | 7   | 5   | RetP | 4   | Ret | 5   | 148  |
| 8      | LCR Honda                    | 35    | DNS  | 13  | 13  | 15   | 17  | DNS |      | 10  | Ret | 8   | 11   | Ret | 13  | 13  | 148  |
| 9      | Repsol Honda Team            | 6     |      |     | 18  | 17   | 18  | 18  | DNS  | 17  | 8   | 17  | 12   | 12  | 14  | 7   | 101  |
| 9      | Repsol Honda Team            | 73    | 12   | 8   | 15  | 14   | 16  | 17  | 7    | 13  | 2   | 2   | Ret  | Ret | 16  | 9   | 101  |
| 9      | Repsol Honda Team            | 93    | RetF | DNS |     |      |     |     |      |     |     |     |      |     |     |     | 101  |
| 10     | Esponsorama Racing           | 5     | 11   | 9   | 3P  | Ret  | 14  | 15  | 11   | Ret | 5F  | 10  | 5    | 9   | Ret | 10  | 87   |
| 10     | Esponsorama Racing           | 53    | 14   | 11  | 16  | 16   | 21  | Ret | Ret  | 15  | Ret | 20  | 14   | Ret | 17  | 18  | 87   |
| 11     | Aprilia Racing Team Gresini  | 32    |      |     |     |      |     |     |      |     |     |     |      | Ret | 18  | Ret | 54   |
| 11     | Aprilia Racing Team Gresini  | 38    | 15   | 12  | 17  | 13   | 19  | 19  | 13   | 16  | Ret | 19  | 15   |     |     |     | 54   |
| 11     | Aprilia Racing Team Gresini  | 41    | Ret  | Ret | 10  | 11   | 12  | 13  | Ret  | 12  | 14  | 13  | Ret  | Ret | 9   | 8   | 54   |
| Nguồn: |                              |       |      |     |     |      |     |     |      |     |     |     |      |     |     |     |      |